# نمل زنبوري
النمل الزنبوري (الاسم العلمي:†Sphecomyrma) هو جنس منقرض من النمل يتبع القبيلة النملاوية الزنبورية من أسرة النملاوات الزنبورية.